# Anolis scypheus
Espèce
Synonymes
- Norops scypheus (Cope, 1864)
- Anolis incompertus Barbour, 1932

Anolis scypheus est une espèce de sauriens de la famille des Dactyloidae. 

## Répartition
Cette espèce se rencontre en Amazonie en Colombie, en Équateur, au Pérou et au Brésil en Amazonas.

## Publication originale
- Cope, 1864 : Contributions to the herpetology of tropical America. Proceedings of the Academy of Natural Sciences of Philadelphia, vol. 16, p. 166-181 (texte intégral).